# Clima da Região Nordeste do Brasil
O clima da região Nordeste é bastante diverso, e varia conforme a atuação dos diferentes fatores climáticos: massas de ar, latitude, maritimidade e relevo. A região apresenta climas quentes e que apresentam baixa amplitude térmica, havendo grande distinção com relação à distribuição de umidade em cada um deles. Assim sendo, identifica-se quatro tipos de clima no Nordeste: clima equatorial, clima tropical seco e úmido, clima semiárido, clima tropical atlântico.
O clima tropical está presente nos estados da Bahia, do Piauí, Ceará e Maranhão. Já o equatorial úmido é predominante em uma parte do Maranhão, próximo à divisa com o Pará, o clima litorâneo úmido corre no Rio Grande do Norte e na parte litorânea da Bahia, já o clima semiárido ou tropical semiárido está presente no sertão nordestino.
A região está inteiramente dentro da zona tropical terrestre e abrange a Caatinga, a Mata Atlântica e parte das ecorregiões do Cerrado. O clima é quente e semiárido, variando do Regime de Umidade do Solo (RUS) na Caatinga, ao mésico no Cerrado e hídrico na Mata Atlântica.